# 洛伊克
洛伊克（德語：Leuk，發音：[ˈlɔʏk]，發音：[lɔɛʃ]）是瑞士瓦莱州的市镇，面积55.15平方千米，2018年12月31日人口为3,948人。2013年1月1日，市镇埃施馬特并入洛伊克。